# Інститут комп'ютерних технологій, автоматики та метрології
Інститут комп'ютерних технологій, автоматики та метрології Національного університету «Львівська політехніка» (ІКТА) — навчально-науковий структурний підрозділ Національного університету «Львівська політехніка», заснований 2001 року на базі факультету автоматики. Сьогодні він посідає одне з чільних місць у навчально-науковій структурі Національного університету «Львівська політехніка» та є відомим у світі закладом у галузі комп'ютерних технологій, що здійснює фундаментальні та прикладні дослідження у сфері інформаційно-вимірювальних технологій та систем керування, інтелектуальних мехатронних систем, комп'ютерної інженерії, захисту інформації і метрологічного забезпечення комп'ютерних вимірювальних систем, а також систем керування та сертифікаційних випробувань, вимірювань у нанотехнологіях.
Підготовку висококваліфікованих конкурентоспроможних на світовому ринку фахівців для потреб сьогодення та майбутнього здійснюють в ІКТА сім випускових кафедр та дві філії: інформаційно-вимірювальних технологій (філія у ДП НДІ «Система»), комп'ютеризованих систем автоматики, електронних обчислювальних машин, метрології, стандартизації та сертифікації (філія у ДП «Львівстандартметрологія»), приладів точної механіки, захисту інформації, спеціалізованих комп'ютерних систем.
Навчальний процес на випускових кафедрах забезпечують понад 120 викладачів, серед яких 26 професорів, докторів наук та 73 кандидати наук, доценти. Очолює ІКТА Микийчук Микола Миколайович.
Інститут здійснює підготовку кадрів вищої кваліфікації через аспірантуру та докторантуру. У Національному університеті «Львівська політехніка» діє спеціалізована Вчена рада Д 35.052.08, до складу якої переважно входять професори ІКТА. Науковці захищають докторські та кандидатські дисертації за чотирма спеціальностями, що сприяє ефективному використанню кадрового потенціалу та науково-методичному забезпеченню інституту. При інституті діє Західний регіональний навчально-науковий центр інформаційної безпеки.
Матеріально-технічна база інституту — це більше ніж шістдесят навчально-наукових лабораторій та понад десять спеціалізованих комп'ютерних класів, обладнаних сучасною технікою та ліцензійним програмним забезпеченням. Студенти мають необмежений безкоштовний доступ до всесвітньої мережі Інтернет.
Загалом в ІКТА навчається приблизно 2500 студентів.
При інституті на базі навчальних закладів нижчого рівня акредитації створено комплекс, що дає можливість найкращим випускникам (зокрема Львівського, Дрогобицького та Хмельницького технічних коледжів) продовжувати навчання в ІКТА. В інституті також діє «Мала академія наук», слухачі якої поповнюють лави наших студентів.
Багаторічна співпраця колективу інституту з Технічним університетом м. Ільменау дала змогу сформувати інтегровані навчальні плани, за якими найкращі студенти навчаються у Німеччині, а після закінчення навчання отримують два дипломи: українського та німецького зразків.
Студенти ІКТА беруть активну участь у наукових конференціях і семінарах, є неодноразовими переможцями всеукраїнських олімпіад, що свідчить про їхню фундаментальну фахову підготовку. Цікаво проходить і їхнє дозвілля. Вони є неодмінними учасниками фестивалю «Весна Політехніки», «КВК», розмаїтих спортивних змагань та конкурсів різного рівня. В інституті активно функціонує Студентська рада, пропозиції якої є вирішальними під час розгляду багатьох серйозних питань.
Інститут єдиний у західному регіоні готує фахівців для потреб територіальних органів і науково-дослідних структур Держспоживстандарту України, Служби безпеки України, служб і органів стандартизації, метрології та сертифікації на підприємствах і в організаціях багатьох галузей, зокрема банківських та комерційних структур, служби митного контролю тощо.
Тисячі випускників інституту працюють у понад 60 країнах світу. Базова підготовка, отримана в ІКТА, дала їм змогу успішно реалізувати себе в науці, промисловості, бізнесі, бути запрошеними на роботу на відповідальні посади у престижні фірми, зокрема «Hewlett-Packard», «Siemens», «Toyota» тощо.